# Alvite (Moimenta da Beira)
Alvite ist eine Gemeinde (Freguesia) im portugiesischen Kreis Moimenta da Beira. In ihr leben 1027 Einwohner (Stand 19. April 2021).